# Sylvia Pasquel
Sylvia Pasquel (Cidade do México, 13 de outubro de 1949) é uma atriz mexicana.

## Filmografia

### Televisão
- Juegos de amor y poder (2025) .... Sofía "Chofis" Durán vda. de Márquez
- Esta historia me suena (2020) .... Lúcia
- Doña Flor y sus dos maridos (2019) .... Charlotte Maximiliana
- Tres familias (2017-2018) .... Frida Bravo
- Antes muerta que Lichita (2015) .... Elsa López de Gutiérrez
- Qué pobres tan ricos (2013-2014) .... Ana Sofia Romagnoli Tolentino de Ruizpalacios
- Yo amo a Juan Querendón (2007-2008)  ....  Nidia Estela de la Cueva Pérez vda. de Cachón
- Amarte es mi pecado (2004)  .....  Isaura Ávila de Guzmán
- El manantial (2001-2002) ..... Pilar Luna
- Aventuras en el tiempo (2001)  .... La mujer barbuda
- Mi destino eres tú (2000) .....  Zulema Fernández de Sánchez
- Huracán (1997-1998) ..... Caridad Salvatierra de Medina
- Para toda la vida (1996) .... Lidia Valdemoros
- Las secretas intenciones (1992) .... Olivia Vega de Cardenal
- Alcanzar una estrella II (1991) .... Paulina Muriel de Loredo
- Días sin luna (1989) .... Laura de Santamaría
- Los años perdidos (1987)
- Cuando los hijos se van (1983) .... Teresa Mendoza
- El amor nunca muere (1982) .... Carolina Vidal y Barnola
- Al rojo vivo (1980) .... Tina Segovia
- J.J. Juez (1979)  .... Paula Garmendia
- Humillados y ofendidos (1977)  .... Inés
- El milagro de vivir (1975) .... Hortensia Alvarado
- Mundo de juguete (1974-1977)  .... Elvira
- Ha llegado una intrusa (1974) .... Hilda Moreno Sáinz / Verónica
- Mi rival (1973)  .... Maritza
- Muchacha italiana viene a casarse (1971-1972) .... Gianna Donatti
- La recogida (1971) .... Alicia
- El mariachi (1970) .... Lola
- La cruz de Marisa Cruces (1970) .... Marisa Cruces (jovem)
- El diario de una señorita decente (1969) .... Marie
- Los inconformes (1968)

### Teatro
- Sugar
- Vaselina
- La pandilla
- El hombre de la mancha
- ¿Por qué no te quedas a desayunar?
- Claudia: me quieren volver loca
- Mi vida es mi vida
- ¿Quién teme a Virginia Wolf?
- O.K. te lo vendo
- Quiero pero no puedo
- Zulema es una... ¡Diabla!
- Una diabla frente al espejo.
- Ciego Amor (Las mariposas son libres)
- Entre mujeres
- La suerte de la consorte
- Mi amiga la gorda
- Esta monja ¡no!
- 10 el marido perfecto
- Más Bueno que el Pan
- El búcaro azúl
- Animal... es

### Programas
- Durmiendo con mi jefe (2013) - Dona Lidia de Briones
- XHDRBZ
- Mujer, casos de la vida real
- Los Beverly de Peralvillo
- No empujen
- La cosquilla
- Cándido Pérez
- La hora pico
- Fiebre del 2
- Variedades Vergel
- Noche a noche
- Siempre en domingo

## Prêmios e indicações

### TVyNovelas
| Ano  | Categoria                    | Telenovela              | Resultado |
| ---- | ---------------------------- | ----------------------- | --------- |
| 2008 | Melhor atriz co-protagonista | Yo amo a Juan Querendón | Indicado  |
| 2004 | Melhor atriz principal       | Amarte es mi pecado     | Indicado  |
| 2002 | Melhor atriz co-protagonista | El manantial            | Indicado  |
| 1983 | Melhor atriz antagonista     | El amor nunca muere     | Venceu    |